# Glăvănești (okręg Bacău)
Glăvănești – wieś w Rumunii, w okręgu Bacău, w gminie Glăvănești. W 2011 roku liczyła 1382 mieszkańców.